# Eucyclops chihuahuensis
Eucyclops chihuahuensis – gatunek widłonoga z rodziny Cyclopidae, nazwa naukowa gatunku została po raz pierwszy opublikowana w 2009 roku przez hydrobiologów Eduardo Suárez-Moralesa i Elizabeth J. Walsh.